# Gérard Lanvin
Gérard Lanvin (* 21. června 1955 Boulogne-Billancourt, Hauts-de-Seine) je francouzský divadelní, ale hlavně filmový herec, držitel dvou ocenění Césara.

## Život a kariéra
Už v dětství se rozhodl stát se hercem, kvůli čemu později přerušil středoškolské studium. Po jisté době, kdy se živil jako prodavač pánských oděvů, začal vystupovat v kavárnách a v malých avantgardních divadlech.
Klíčovým se pro něj stalo přijetí do divadelního souboru Le Splendid, který pomohl ke kariéře několika francouzským hercům, včetně Gérarda Jugnota, Thierryho Lhermitta nebo Miou-Miou. Společně s dalším spoluhercem se souboru, Coluchem, se v roce 1976 objevil v malé roli cirkusáka ve Funèsově filmu Křidýlko nebo stehýnko, což byl jeho filmový debut.
V jeho herecké kariéře postupně převažuje filmová tvorba nad divadelní. Ve filmu nejdřív hrával úlohy romantických mladíků, později se objevil také v charakterních rolích ve filmech významných režisérů, jako například Georges Lautner, Bertrand Tavernier nebo Yves Boisset. Komerčního úspěchu dosáhl v roce 1985 film Specialisté. V posledních letech hraje spíš v kriminálně laděných filmech.
V roce 1982 získal za svůj výkon ve filmu Zvláštní případ francouzskou Cenu Jeana Gabina. Několikrát byl nominován na Césara a v letech 1995 a 2001 (za filmy Nejmilejší syn a Někdo to rád jinak) ocenění skutečně získal.
V roce 2013 převzal roli hraběte Joffreyho de Peyrac ve filmovém remaku Angelika, který režíroval Ariel Zeitoun, a to po boku Nory Arnezeder jako Angeliky.

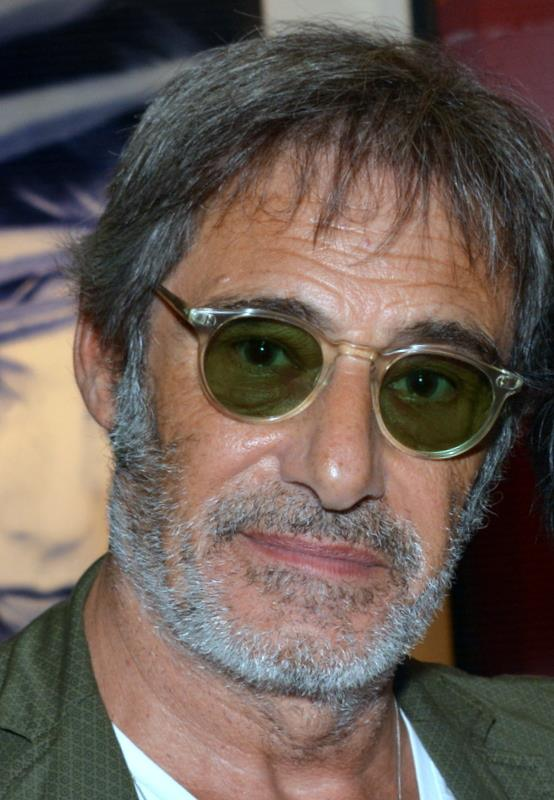
Gérard Lanvin v roce 2014

## Filmografie (výběr)
- 1979 : Disciplína musí bejt (Bête mais discipliné), režie Claude Zidi
- 1981 : Volba zbraní (Le Choix des armes), režie Alain Corneau
- 1981 : Zvláštní případ (Une étrange affaire), režie Pierre Granier-Deferre
- 1982 : Tir groupé (Tir groupé), režie Jean-Claude Missiaen
- 1983 : Cena za nebezpečí (Le Prix du danger), režie Yves Boisset
- 1984 : Pochod ve stínu (Marche à l'ombre), režie Michel Blanc
- 1985 : Specialisté (Les Spécialistes), režie Patrice Leconte
- 1992 : Krásný příběh (La Belle histoire), režie Claude Lelouch
- 1994 : Nejmilejší syn (Le Fils préféré), režie Nicole Garcia
- 1996 : Můj pasák (Mon homme), režie Bertrand Blier
- 2000 : Někdo to rád jinak (Le Goût des autres), režie Agnès Jaoui
- 2008 : Veřejný nepřítel č. 1: Epilog (L'Ennemi public n°1), režie Jean-François Richet
- 2008 : Ochrana státu (Secret défense), režie Philippe Haïm
- 2010 : Limit (À Bout portant), režie Fred Cavayé
- 2013 : Angelika (Angélique), režie Ariel Zeitoun

## Ocenění

### César
Ocenění
- 1995: César pro nejlepšího herce za film Nejmilejší syn
- 2001: César pro nejlepšího herce ve vedlejší roli za film Někdo to rád jinak

Nominace
- 1982: César pro nejlepšího herce ve vedlejší roli za film Zvláštní případ
- 1983: César pro nejlepšího herce za film Tir groupé

### Jiná ocenění
- 1982: Cena Jeana Gabina za film Zvláštní případ